# Louis Lhérault
Louis Lhérault (1833-1894), est un cultivateur français du XIXe siècle, asparagiculteur, horticulteur et viticulteur à Argenteuil.
Il est l'un des créateurs de l’asperge d’Argenteuil (toujours cultivée et également vendue en jardinerie) avec Antoine Lhérault et Antoine Dingremont et également auteur de plusieurs traités.
Une rue d'Argenteuil porte son nom.

## Biographie

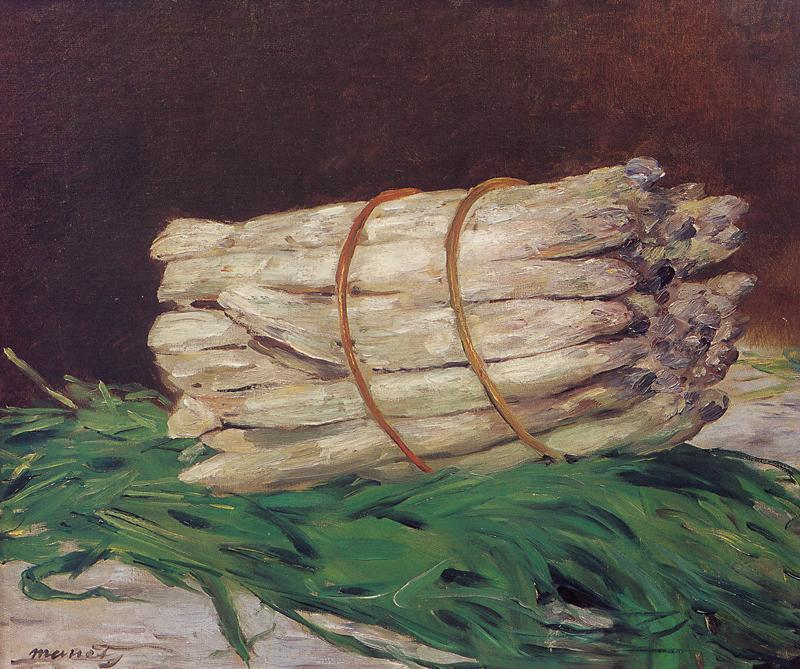
Botte d'asperges d'Édouard Manet (1880).

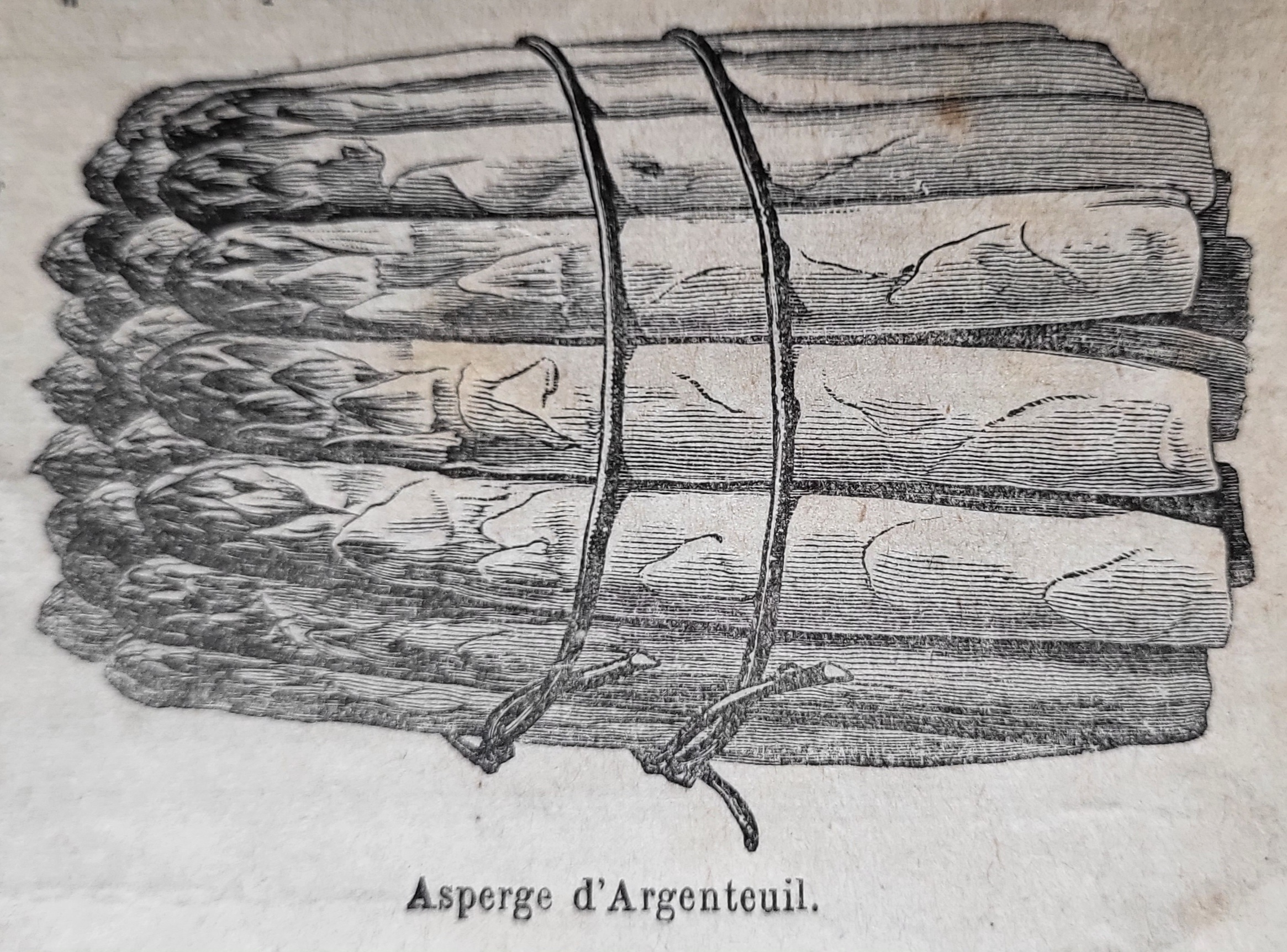
Illustration de l'asperge Argenteuil (Catalogue Vilmorin 1900)

Louis Lhérault était un cultivateur argenteuillais, issu d'une vieille famille de cette ville. Il fut mondialement connu dans le milieu agricole, notamment comme asparagiculteur, pour avoir élaboré en 1860, l’asperge d’Argenteuil dite « asperge blanche », d’où son surnom « le Parmentier de l’asperge », qui lui fut donné en 1892 par P. E Séré-Depoin,.
Il tient son mérite du fait qu'il fut à la fois le principal créateur de l'Asperge d'Argenteuil en sélectionnant des plants importés des Pays-Bas, mais aussi du fait qu'il inventa une technique qui arrangea beaucoup de paysans modestes de la région, qui disposaient de peu de parcelles de vignes, en augmentant les rendements de leur(s) terrain(s) en cultivant des rangs d'asperges entre les rangs de vignes, leur permettant ainsi d'augmenter leurs revenus.
La ville d’Argenteuil lui a dédié une rue et conserve un buste de cet agronome. Il participa à la renommée de la ville, déjà reconnue pour ses cultures (vigne, figue, asperge, chanvre à tisser, etc.).
Louis Lherault participa à l’Exposition universelle de 1867. Michel Chevalier, président et auteur du Rapports du jury international, note : « Trois bottes d’asperges roses, hâtives, de la plus grande beauté, ont été exposées, le 15 avril, par M. Louis Lhérault; à partir de cette époque, il n’a cessé, jusqu’au 1er juin, de présenter des asperges à tous les concours. ».
Antoine Lhérault et Antoine Dingremont participèrent également à l’élaboration de cette variété, qui existe en deux types : la "hâtive" et la "tardive".
La diffusion internationale de l’asperge d’Argenteuil se fit dès le milieu du XIXe siècle.
Cette variété a été sélectionnée et a servi à créer de nouvelles souches, notamment aux États-Unis, donnant diverses séries de variétés : « Mary Washington », « Martha Wasington »...
Cette variété réputée est toujours proposée en jardinerie, mais n’est plus cultivée à Argenteuil que par des amateurs et descendants de ses créateurs.

## La famille Lhérault et Argenteuil
Louis Lhérault fait partie d'une de ces vieilles familles (Collas, Defresne, Mothron...) liés à l'histoire de la ville.
Le Patronyme "Lhérault" (agglutination de l’hérault, qui représente le nom d’origine germanique « hariwald », dont hari signifie armée et waldan gouverner, surnom de chef de guerre) y est présent depuis au moins le XIVe siècle (sources ecclésiastiques, archives municipales).
La famille Lhérault a donné deux noms de rue à Argenteuil :
- La rue "Louis Lhérault", située le long de la voie ferrée, à proximité de la gare du Val d'Argenteuil.
- La rue "Lhérault-Clouqueur", à proximité du centre hospitalier Victor-Dupouy d’Argenteuil.

## Ouvrages de Louis Lhérault
- Instructions générales sur la culture des asperges, éd. Donnaud, Paris, 1879
- Asperges, figuiers, fraisiers et vignes cultivées à Argenteuil, éd. Donnaud, Paris, 1877
- Réponse à un libelle de V. F. Lebeuf sur la culture des asperges, éd. impr. de P. Worms, 1867

## Sources
- Michel Pitrat, Claude Foury, Histoires de légumes: des origines à l’orée du XXIe siècle, p. 185, éd. Quae, 2003,  (ISBN 2738010660)
- Jardins de France, vol.10, éd. Société nationale d’horticulture de France, 1864.
- V.F Lebeuf, Des asperges d’Argenteuil et de leur origine, éd. Bacot, 1867.
- Le Figaro, 1er janvier 1970, « Argenteuil, ville de l’asperge et de la figue ».
- Le Parisien, 21 octobre 2013, « La saison des asperges ».